# Peter Cuijpers
Peter Cuijpers (geboren 1944) is onder meer een Nederlandse vertaler en boekhistoricus.
Hij studeerde sociologie aan de Universiteit van Utrecht. Hij promoveerde veel later in 1998 op oude Nederlandse drukken. Hij rolde in de jaren zeventig het vertaalvak in nadat hij zelf enige sciencefictionverhalen op papier had gezet. In 1978 verscheen zijn eerste vertaling; het boek was Een keur van goden van Clifford D. Simak in de Bruna SFreeks. Het is dan 1978. Zijn opleiding als socioloog en zijn hobby vertalen kwamen samen in het vertalen van werk van William Gibson. Deze maakte vaak gebruik van personen die op het scheidsvlak van persoon en androïde leefden. Cuijpers vertaalde circa vijftig boeken, waaronder werk van Tolkien en Robin Hobb.
Peter Cuijpers werd diverse malen genomineerd voor de jaarlijkse Paul Harland Prijs en voorlopers daarvan (King Kong Award) voor beste korte verhalen in de genres sf, fantasy en horror en won hem drie keer.
Bibliografie (afgezien van een dozijn losse verhalen):
- 'Een Turkse Violetta', 1985 (roman)
- 'Het zesde zintuig en andere verhalen', 1986
- 'Teksten als koopwaar: vroege drukkers verkennen de markt', 1998 (dissertatie Universiteit van Amsterdam)
- 'De wereld in oude ansichten, 1900-1920', 2011 (een cultuurhistorische studie)
- Van Reynaert de Vos tot Tijl Uilenspiegel. Op zoek naar een canon van volksboeken, 1600-1900, 2014 (deels een voortzetting van zijn dissertatie)

- Bibliothèque nationale de France: cb144549168 (data)
- Gemeinsame Normdatei: 1063067863
- International Standard Name Identifier: 0000 0000 6149 7074
- Library of Congress Control Number: n88053174
- Nederlandse Thesaurus van Auteursnamen: 071151915
- Virtual International Authority File: 77859349
- WorldCat: E39PBJxrYBGJJHy6hhcbxGcHG3